# Hiskatherium
Hiskatherium — це вимерлий рід дрібних наземних лінивців із середнього міоцену (від фризійського до майоського) групи Хонда в Болівії. Типовий вид H. saintandrei був названий у 2011 році на основі нижньої щелепи. Хоча його не було віднесено до певної родини, Hiskatherium схожий на вимерлих лінивців Hapalops та Xyophorus. 